# كأس أندورا 2013
كأس أندورا 2013 هو الموسم 21 من كأس أندورا. أقيم خلال الفترة 13 يناير 2013 وحتى 26 مايو 2013، وأشرف على تنظيمه اتحاد أندورا لكرة القدم، وكان عدد الأندية المشاركة فيه 20، وفاز فيه اتحاد سانتا كولوما الرياضي.